# ミヒャエル・グロス
ミヒャエル・グロス（Michael Großドイツ語発音: [ˈmɪçaːʔeːl ˈɡʁoːs],  audio、1964年6月17日 - ）は、ドイツ（旧西ドイツ）の男子競泳選手である。
1980年代を代表する競泳選手の一人で、この間に世界記録を4回更新した。西ドイツ代表としてオリンピックに2度出場し、合計3個の金メダルを獲得した。また、世界水泳に3度出場し、合計5個の金メダルを獲得した。1980年代のマット・ビオンディ（アメリカ）、1990年代のイアン・ソープ（オーストラリア）、2000年代のマイケル・フェルプスと共に万能型スイマー（水の怪物）の代表の一人として挙げられる。201センチメートルの長身と211センチメートルの長いリーチでバタフライを泳ぐ姿から「アルバトロス」（あほうどり）という愛称で呼ばれた。

## キャリア
西ドイツのヘッセン州フランクフルトで生まれ、水泳クラブ「EOSCオッフェンバッハ」でトレーニングを受けた。
1981年に200mバタフライで世界新記録を樹立。競泳では東ドイツの攻勢に後れを取っていた西ドイツで国民的英雄になる。1982年の世界水泳選手権では200mバタフライと200m自由形で金メダルを獲得した。
グロスがその名を世界にとどろかせたのは、1984年のロサンゼルスオリンピックである。200m自由形では圧倒的な強さで金メダルを獲得した。100mバタフライは、優勝候補筆頭だったアメリカのパブロ・モラレスを破り、マーク・スピッツのオリンピック記録を12年ぶりに更新する世界新記録で金メダルを獲得した。世界記録を持つ200mバタフライでの3冠が確実視されたが、当時無名だったオーストラリアのジョン・シーベンに逆転され、銀メダルとなった。また、4×200m自由形リレーではアンカーとなり、先行するアメリカのヘイズを一度は逆転したもののラスト50mでのデッドヒートの末、わずか100分の4秒差で敗れた。アメリカ・西ドイツともに世界新記録であった。このオリンピックでの成績について、ジョン・ネーバーは『スポーツ・イラストレイテッド』誌のインタビューに対し、「もしグロスがアメリカの選手だったら、マーク・スピッツを上回る6個か7個の金メダルを獲得していただろう」と答えている。グロスは、オリンピック期間中も、専用プールが使えない時には、地元市民に混じって公営プールで練習していた。「泳げれば、どこでもいいよ」と笑って答えたその姿は、今振り返れば、最後のアマチュアリズムを体現したものとも言える。
1985年のユニバーシアード神戸大会では、200mバタフライで金メダルを獲得した。このとき、頭にカタカナで「ドイツ」という刈り込みを入れるという茶目っ気のある一面もあった。
1988年のソウルオリンピックではアメリカのマット・ビオンディとの対決が注目を集めた。しかし、200m自由形、100mバタフライのいずれでもメダルを獲得できず、前回は金メダルを逃した200mバタフライでようやく金メダルを得た。
世界水泳選手権では5個、ヨーロッパ水泳選手権では13個の金メダルを獲得し、ドイツの「アスリート・オブ・ザ・イヤー」に1982年、1983年、1984年、1988年の4回選ばれた。
1991年に現役を引退した。1995年に国際水泳殿堂に殿堂入りした。
2012年の夏季五輪に立候補したライプツィヒの招致活動に広報担当として参加した。

## 私生活
フランクフルト大学でドイツ語とメディア学、政治学を学び、文献学のPh.D.を取得した。
1995年に結婚し、1996年生まれの娘と1998年生まれの息子がいる。